# Théophane le Confesseur
Pour les articles homonymes, voir Théophane.
Théophane le Confesseur (en grec : Θεοφάνης ὁ Ὁμολογητής / Theophánês ho Homologêtếs), né en 759 à Constantinople et mort vers 818 à Samothrace, est un moine, chroniqueur et théologien de l'Empire byzantin, auteur d’une importante chronographie, la Chronique du moine Théophane.
Issu d'une famille aristocratique de Constantinople et devenu très riche par son mariage, il renonce cependant à la vie séculière dans les années 780. Devenu homme d'Église, il s'implique notamment dans la controverse sur la question des images, très importante dans l'Empire byzantin, où s'opposent les iconoclastes et les iconodules. Lui-même iconodule, il est emprisonné en 815 par l'empereur iconoclaste Léon V et meurt peu après sa libération.
Considéré comme saint par l’Église catholique et par l’Église orthodoxe, il est vénéré le 12 mars, jour probable de sa mort (le 25 mars pour les Églises qui utilisent le calendrier julien).

## Biographie

### Sources
La vie de Théophane est essentiellement connue par deux sources principales dont, à quelques détails près, les récits sont assez concordants : un panégyrique de l'ami de Théophane Théodore Studite, probablement prononcé en 822 à l'occasion de la déposition de la dépouille de Théophane en son monastère, puisant dans les souvenirs personnels de l'auteur et les informations recueillies auprès de personnes qui ont connu Théophane ; ensuite une Vita composée par Méthode, le futur patriarche de Constantinople (843-847), écrite avant 832.

### Jeunesse et début de carrière
Théophane naît vers la fin 759 ou en 760 dans une famille iconodule de la haute noblesse de Constantinople. Son père, Isaakios, est gouverneur (strategos) des îles de la mer Noire. Orphelin de père à l'âge de trois ans, Théophane est recueilli à la cour impériale par Constantin V (741 à 775) qui veille à son éducation[réf. nécessaire].
La mère de Théophane, nommée Théodote, choisit une fille du patrice Léon comme future épouse de son fils dans le cadre d'un accord entre deux riches familles aristocratiques dont l'empereur se porte garant de la bonne application. Les fiançailles sont célébrées vers 770 alors que Théophane « franchit le seuil de la puberté » et que Mégalo est encore une enfant.
Lorsque Léon IV, parrain de Théophane, succède à Constantin à la tête de l'empire, Théophane, bien qu'encore adolescent mais décrit comme un jeune homme de belle apparence passionné de sport, décontracté et généreux, est nommé strator. À l'instigation de son beau-père qui souhaite le voir embrasser une carrière dans l'administration de l'Empire, Léon IV lui confie la surveillance des travaux des fortifications de Cyzique, mission dont le jeune homme s'acquitte sur sa cassette personnelle.

### Mariage et entrée dans la vie monastique
Vers 778, probablement pressée par la maladie qui l'emportera peu après, Théodote précipite le mariage de son fils — qui, alors dans sa dix-huitième année, n'a pas encore atteint l'âge légal — avec Megalo dont l'oncle Léon est devenu l'un des favoris du nouvel empereur. Théodote meurt et, après une période de deuil, le mariage est célébré, Théophane devenant ainsi l’un des hommes les plus riches de l'Empire.
Mais, peu après, alors que ce dernier est âgé de vingt et un ans, l’empereur meurt le 8 septembre 780, suivi de près par le beau-père de Théophane, laissant ainsi le terrain libre à ce dernier qui, attiré depuis son enfance par la vie monastique, convainc sa jeune épouse que le monastère est la voie à privilégier pour chacun d'eux. Théophane liquide alors la plus grande partie de leurs fortunes respectives puis s'embarque avec son épouse pour un monastère situé sur l'île de Prinkipos près de Constantinople, où Megalo, dotée par son mari d'une somme importante, devient moniale sous le nom monastique d’Irène. Après quoi les deux ex-époux se séparent en promettant de ne plus se rencontrer.
Théophane, après avoir affranchi ses serfs et distribué ses biens aux pauvres, entre au monastère de Polychronius sur la montagne de Sigiane, près de Cyzique, sur la côte sud de la mer de Marmara. Par la suite, il fonde son propre monastère sur des terrains lui appartenant dans l’île de Kalymnos, au nord de Sigriane. Six ans plus tard, il revient à Sigiane pour y fonder le monastère de Megalos Agros (« du grand acre ») en Bithynie, dont il devient l’abbé.

### Crise iconoclaste
Lors de la controverse concernant le deuxième mariage de Constantin VI (empereur de 780 à 797) qui oppose l’empereur au patriarche Taraise de Constantinople, Théophane prend le parti du patriarche contrairement à Théodore Studite.
Théophane apparait à cette époque comme un ardent partisan des images, qu’il défend lors du deuxième concile de Nicée en 787, ce qui lui vaudra le titre de « Confesseur » lorsqu’il sera canonisé.
Lorsque l’empereur Léon V l'Arménien (de 813 à 820) rétablit l’iconoclasme), il se réconcilie avec Théodore.

### Emprisonnement et mort (815-817)
Il est emprisonné en 815 pour son refus de dénoncer la vénération des images, en s'en tenant à sa pratique au sens du second concile de Nicée. Libéré en 817, il est exilé dans l’île de Samothrace où il meurt deux semaines après son arrivée.
De nombreux miracles lui sont attribués après sa mort, survenue, selon la tradition, un 12 mars, jour où on commémore sa mémoire dans le Martyrologe romain.

## LaChronique du moine Théophane
À la requête pressante de son ami, Georges le Syncelle, Théophane reprit entre 810 et 815 sa Chronique là où celui-ci l’avait laissée, c’est-à-dire à Dioclétien et la mena jusqu’à la chute de Michel Ier Rhangabé, couvrant ainsi les années 284 à 813. Les deux chroniques diffèrent toutefois par leur ton. Le Syncelle, s’appuyant sur des sources protobyzantines comme Eusèbe de Césarée, donne une place très importante aux calculs chronologiques. Chez Théophane, les calculs chronologiques tiennent une place moins importante, mais les sources utilisées par l’auteur font l’objet de controverse.
Cyril Mango soutient que Théophane n'a en fait que mis en forme le matériel assemblé par le Syncelle, alors que d’autres y voient soit une source pratiquement unique ou des extraits cités de mémoire d’historiens du Ve au VIIe siècle (Procope, Malalas, Théophylacte Simokatès),. Quoi qu’il en soit, cette chronique a le mérite de conserver le récit que d’anciens auteurs ont écrit sur l’histoire de Byzance aux VIIe et VIIIe siècles qui auraient été perdus autrement. Ceci est particulièrement le cas à partir du règne de Justin II (565) où il utilise des sources qui ont été perdues au cours des siècles (Traianus Patricius, Théophile d'Édesse).
L’ouvrage se compose de deux parties. La première donne les faits et évènements en ordre chronologique ; elle comporte des inexactitudes et un manque de sens critique surprenant chez un homme de méthode comme l’était Théophane. Comme Jean Damascène, Théophane présente sa version comme des faits démontrés plutôt que comme sa propre opinion. En dépit de ces défauts, cette chronique surpasse de beaucoup la majorité des chroniques byzantines semblables. La deuxième contient des tables chronologiques spécifiant l’année du monde (il se serait écoulé 5492 entre la création du monde et la naissance du Christ), l’année chrétienne, l’année courante du règne de l’empereur byzantin ainsi que les années du règne des souverains perses, puis arabes, des papes et des quatre patriarches. Elle donne également le calcul par cycle d’indiction. Si les années d’indiction sont calculées de façon très précise, il arrive dans le système des années du monde qu’il y ait un retard d’une unité par rapport au quantième de l’indiction pour les années comprises entre 6102 et 6265, sauf pour la période de 6207 à 6218,.
Écrite dans une langue à mi-chemin entre le style ecclésiastique sévère et le grec vernaculaire, cette chronique, en dépit d’une valeur historique contestable, fut fréquemment utilisée par les chroniqueurs subséquents. Vers 873-875, un bibliothécaire papal du nom d’Anastase produisit une compilation en latin des chroniques du patriarche Nicéphore, de Georges le Syncelle et de Théophane à l’intention d’un diacre nommé Jean, ce qui la fit connaître en Europe.
Une suite de cette chronique, entreprise à la demande de Constantin VII Porphyrogénète et comprenant six livres, nous est également parvenue. Écrite par divers auteurs, la plupart anonymes, réunis sous le nom de Theophanes Continuatus (Οἱ μετὰ Θεοφάνην / Hoi metà Theophánên) ou Scriptores post Theophanem, elle complète celle de Théophane jusqu’à l’an 961,
C'est dans cette chronique que Théophane dresse une violente critique contre Muhammad, qu'il présente comme un danger pour l'Occident, évoquant une alliance avec les Juifs arabes contre les Occidentaux. Il essaye aussi de discréditer Muhammad en le présentant comme un homme malhonnête et comme un imposteur. Dans ce passage, il attaque également les iconoclastes, expliquant qu'un moine iconoclaste exilé a approuvé les révélations de l'ange Gabriel et la position de Muhammad dans la chaine des prophètes. C'est donc une façon de rendre illégitime Muhammad, mais aussi de s'attaquer à ses ennemis iconoclastes.